# Sinnyeong-myeon
Sinnyeong-myeon (koreanska: 신녕면) är en socken i den östra delen av Sydkorea, 230 km sydost om huvudstaden Seoul. Den ligger i kommunen Yeongcheon i provinsen Norra Gyeongsang.